# Pink Floyd
Pink Floyd var et britisk rockband, der er kendt for sine filosofiske tekster samt klassisk, orkestral og meget eksperimenterende rockmusik.
Gruppen har haft en temmelig fast besætning i det meste af karrieren:
Roger Waters (bas, vokal 1962-1985), Nick Mason (trommer 1962-), Richard Wright (keyboard 1962-) og David Gilmour (guitar, vokal. 1968-). Syd Barrett (guitar, vokal 1962-1968) var derudover et prominent og betydningsfuldt medlem.
Pink Floyd fik sit gennembrud med psykedelisk rock i sidste halvdel af 1960'erne og har siden udviklet sig over filosofisk indadvendt lyrik til ekstravagant konceptrock. Musikken har altid været eksperimenterende og båret præg af at være arbejdet frem i stedet for egentlig komponeret.
Deres sceneoptræden har fra starten været tilrettelagt som en totaloplevelse med musik, lydeffekter og lysshow. Takket være at tre af medlemmerne (Waters, Mason og Wright) har en fortid som arkitektstuderende, har gruppen også bygget fantastiske installationer til brug som scene og dekorationer. Installationerne har været både en akilleshæl og en attraktion i sig selv.
Gruppen har også grafisk haft et meget stærkt udtryk, især udviklet sammen med Storm Thorgerson og hans grafiske studie Hipgnosis.
Pink Floyd er den britiske gruppe næst efter The Beatles, som har opnået størst kommerciel succes, med over 300 millioner albumeksemplarer solgt på verdensplan og cirka 74,5 millioner i USA alene. Derved har de opnået at sælge syvende flest album i verden. Albummet Dark Side of the Moon var på Billboard top 200 i 591 uger i træk fra 1976 til 1988, hvilket stadig er rekord. I alt var albummet på listen i 724 uger, og har sammenlagt tilbragt ca. 25 år på forskellige Billboard-hitlister.

## Gruppens historie

### Starten 1962-1966
Kredsen bag Pink Floyd blev dannet i 1962 af en gruppe arkitektstuderende ved Regent Street Polytechnic i London. Roger Waters, Nick Mason og Richard Rich Wright dannede en bluesgruppe med navnet Sigma 6. Gruppen havde skiftende besætninger, men fandt under navnet Tee Set en mere fast struktur. Guitaristen Syd Barrett blev en del af gruppen, og med hans udstråling og fantasi udviklede gruppen sig i en mere eksperimenterende retning.
I 1964 stillede gruppen op i en konkurrence, hvor hovedgevinsten var en prøveindspilning i et professionelt studie. På plakaten var også en anden gruppe med samme navn, Tee Set. Syd Barrett foreslog derfor, at man anvendte navnet The Pink Floyd Sound, som var en sammensætning af navnene på to af gruppens favorit bluesmusikere Pink Anderson og Floyd Council. Navnet slog an og blev hængende med den ændring, at først blev ordet Sound sløjfet og senere artiklen The.
Gruppen var med tre arkitektstuderende meget bevidste om, at en sceneoptræden rummede mere end lyd. De eksperimenterede meget tidligt med lys og udviklede et efter tiden meget avanceret lysshow med opvarmede olier, som dannede psykedeliske mønstre. Gruppen blev en naturlig del af den psykedeliske bølge i 1966-1967. Repertoiret var stadig baseret på blues, som langsomt blev erstattet af egenkomponerede – eller rettere egenudviklede – numre. En stor del af deres musik fra denne periode er blot lange melodiske forløb improviseret ud fra oplæg af Syd Barrett.

### Udviklingen 1967-1970
I 1967 fik gruppen mulighed for at indspille en single med nummeret "See Emily Play", der blev en stor succes. Nummeret var skrevet af Syd Barrett, og han viste sig som en stærk tekstforfatter for gruppen. Musikken blev hovedsagelig udviklet undervejs igennem koncerterne. Gruppen indspillede derpå sit første album The Piper at the Gates of Dawn.
Gruppen var nok musikalsk forbundet med det psykedeliske miljø, men var ikke selv deltagere i de mange forsøg. I løbet af 1967 havde Syd Barrett dog eksperimenteret med forskellige psykedeliske stoffer, og han udviklede langsomt en psykose, der skulle præge ham resten af livet. Psykosen sammen med presset på og fra gruppen for en opfølger til succesen "See Emily Play" bragte Syd Barrett helt ud af balance. Ofte kunne han ikke gennemføre koncerterne, men var mere tilskuer end frontfigur. Gruppen bragte en gammel bekendt David Gilmour ind som hjælpeguitarist. Gilmour havde et godt talent som sanger og matchede Syd Barretts stemme godt nok til at kunne dublere ham. Det viste sig hurtigt, at Gilmour var en fremragende guitarist, der kunne langt mere end at hjælpe til. Enden på Syd Barrets karriere i Pink Floyd var, at gruppen 'glemte' at samle ham op på vej til en koncert. Barrett gjorde tilsyneladende ingen indsigelser imod denne forglemmelse.
Syd Barrett forsøgte sig med en solokarriere og fik lavet to plader. Ironisk nok blev disse plader produceret og støttet af David Gilmour. Desværre var Barrett på dette tidspunkt for svækket af sin psykose, og han genvandt aldrig fodfæstet som komponist. Barrett døde i sommeren 2006.
Pink Floyd stod nu uden komponist og sangskriver med en meget svær tid foran sig. Pladeselskabet forventede en opfølger til debutalbummet. Roger Waters, David Gilmour og Rich Wright bidrog med hvert deres grundmateriale, men især Waters kastede sig ud i et forsøg på at skrive eller sammenskrive nogle ideer, som gruppen så arbejdede videre på. Naturligt nok er dette en af de mest eksperimenterende perioder i gruppens arbejde.
Da Pink Floyds andet album A Saucerful of Secrets udkom i juni 1968 var helhedsindtrykket en mere blandet oplevelse end det første album. Der var kun ét Barrett-nummer "Jugband Blues" på albummet. Resten af materialet var skrevet af Waters, Gilmour og Wright. Succesen var også begrænset. Albummet nåede nr. 9 på den britiske hitliste og blev slet ikke placeret i USA.
I 1968 blev gruppen hyret af filminstruktøren Barbet Schroeder til at skrive musik til filmen More. Dette blev mere end blot et lydspor til filmen, og albummet More (1969) opnåede en betydelig kommerciel succes. Albummet er en blanding af akustisk/folkagtige numre skrevet til filmen og avantgardenumre.
Ummagumma (1969) er muligvis et af Pink Floyd mest syrede album, Dette var en meget eksperimenterende periode, hvilket kan høres på numre som "Careful with That Axe, Eugene", "Sysyphus" og den utrolig syrede "Several Species of Small Furry Animals Gathered Together in a Cave and Grooving With a Pict". Selvom "Ummagumma" var et meget eksperimenterende album, kan man godt høre, at det har dannet grundlag for noget af det, man i dag forbinder Pink Floyd med. Ummagumma var et dobbeltalbum, som var meget populære i perioden. Den gav mulighed for stort set at udgive hele gruppens repertoire på én plade. Den ene plade var forskellige studieoptagelser, der var klippet sammen. Den anden plade var live-optagelser med nogle af gruppens mest populære numre.
Der gik nu næsten et år, inden et nyt studiealbum Atom Heart Mother så dagens lys. Pink Floyd forsøgte for første gang at lave indspilninger sammen med et orkester. Dette skete i samarbejde med avantgardekomponisten Ron Geesin. Derudover var nyskabelsen en meget kraftig brug af lydkollager, brudstykker og samplinger, som i "Alan's Psychedelic Breakfast", der er en lydkollage med en mand, der spiser morgenmad. Oprindeligt var det tanken, at den tidligere forsanger Syd Barrett skulle have spist denne morgenmad under titlen "Syd's Psychedelic Breakfast". Dette afslog Syd Barrett dog imidlertid, og som stand-in tog man runneren Alan.
Albummet blev ikke særligt godt modtaget af kritikerne, men faktisk nåede det en førsteplads på de britiske hitlister. Selvom albummet er svært tilgængeligt og af Gilmour beskrevet som noget skrammel, indeholder det de byggesten, som gruppen genbrugte til de følgende, meget succesfulde album.
Gruppen bidrog også til lydsporet på filmen Zabriskie Point (1970) med bl.a. lydkollager og musikstykker.

### Gennembruddet 1971-1975
Grunden var nu lagt til en gennemgribende ændring i musikken. De enkelte medlemmer havde nu fundet deres naturlige ståsted, og musikken skiftede fra psykedelisk til en mere flydende, orkestral og poleret vellyd. I stedet for at fokusere på at få "noget" ud, arbejdede de på at få det "rigtige" ud. Det var i denne periode, at gruppen havde sit fineste samarbejde, hvor alle medlemmer bidrog til gruppens arbejde. Stilen var en instrumental basis, med en klar vokal (Gilmour eller Waters) i forgrunden og et kor i baggrunden, krydret med forskellige effekter og kollager.
Relics er et album, der blev udgivet i 1971. Det består dels af numre, som tidligere havde været udgivet på single, "See Emily Play", "Careful with That Axe Eugene" og "Arnold Layne", dels af numre, der havde været på tidligere album samt det ikke tidligere udgivne nummer "Biding My Time". Relics er lidt en overgangsplade mellem den psykedisk-inspirerede musik fra tidligere (Pipers at the Gates of Dawn til Atom Heart Mother) og den mere melodiske rock, der gjorde Pink Floyd kendte (Meddle til The Wall og de afsluttende A Momentary Lapse of Reason og Division Bell).
Albummet Meddle (1971) var i modsætning til de foregående album langt mere fokuseret og stringent. Orkesteret fra Atom Heart Mother var væk, og al lyd frembragt af gruppen selv og deres instrumenter, selv hvallydene og mågeskrigene på det meget poetiske nummer "Echoes". Gruppen vovede også at lave en akustisk kærlighedssang "A Pillow of Winds".
Obscured by Clouds (1972) var lydsporet til filminstruktør Barbet Schroeders film La Vallée. Albummet har korte klare rocknumre. Tematisk blev grunden lagt til de følgende album: I "Free Four" berører Waters for første gang sin fars død under 2. verdenskrig og "Wots...uh, the Deal" har fokus på ensomhed og desperation.
Musikalsk er Dark Side of the Moon (1973) mere poppet og tilgængelig end nogen af Pink Floyds tidligere album. Albummet består af en perlerække af rocknumre ("Money", "Time") og melodiske ballader ("Us and Them", "Brain Damage") og som noget helt nyt Clare Torrys kvindelige vokal i "The Great Gig in the Sky". Tematisk handler albummet om det mentale pres, som dagligdagen lægger på det enkelte menneske. Konceptet blev foreslået under en diskussion ved Nick Masons køkkenbord og viste sig sammen med egne erfaringer (Syd Barrets psykose og Waters tab af far) at kunne bære en enestående rockkarriere for gruppen.
Brugen af design nåede sine absolutte højder med forsiden af albummet. Motivet er en lysstråle, som brydes i et prisme på en sort baggrund. Et uendeligt simpelt motiv, men et fremragende billede på både synergien i gruppen og i musikken. Symbolet blev det første i rækken af ikoner, der igen og igen optræder i gruppens værker.
The Dark Side of the Moon er et af de mest succesfulde album i musikhistorien og har om noget været synonymt med gruppen Pink Floyd. Der er solgt over 40 millioner eksemplarer (heraf mere end 15 millioner i USA). Albummet blev gruppens første på toppen af de amerikanske hitlister og lå på Billbords Top 200 i 741 uger (uafbrudt i 591 uger fra 1976 til 1988).
Naturligt nok forsøgte gruppen at profitere på succesen. Det skete bl.a. ved at udsende opsamlingsalbummet A Nice Pair (1973), der blot var en genudgivelse af de to første album The Piper at the Gates of Dawn og A Saucerful of Secrets og koncertfilmen Live at Pompeii af instruktøren Adrian Maben. Filmen bestod af en live-optagelse fra 1971 lavet i det antikke amfiteater i oldtidsbyen Pompeji suppleret med studieoptagelser fra indspilningerne af Dark Side of the Moon i Abbey Road Studierne.
Sangen "Us and Them" blev i 2008 indsunget på den tyske rocksangerinde Nenas album Cover.
Temaet på Wish You Were Here (1975) var "fravær". Det være sig fraværet af menneskelighed i musikken og i musikindustrien, såvel som fraværet af Syd Barrett. Både i lyd og lyrik indeholder titelskæringen en hyldest til Syd Barrett som sangskriver og inspirator. Kritikken af musikindustrien kommer tydeligst frem i nummeret "Have a Cigar" hvor Waters harcelerer over industriens manglende respekt for musikken. "Welcome to the Machine" viser menneskets isolation og prisen for teknologibegejstringen – som gruppen selv faktisk er eksponent for.

### Den Roger Waters-dominerede periode 1976–1985
Selvom gruppens standpunkt var klart antiautoritært, overtog Roger Waters mere og mere af kontrollen med gruppen. Som hovedleverandør af materiale havde han naturligt en meget stor indflydelse på gruppens arbejde, men han søgte den fuldstændige kontrol med gruppen.[kilde mangler]
I midten af 1970'erne kom en bølge af rå og minimalistisk musik som punk. Dette var den absolutte modpol til Pink Floyds musik. Albummet Animals (1977) kom også under kritik for at være for tungt og pompøst. Sigtet var stadig mere kritisk og politisk. Dyretemaet er direkte hentet fra George Orwells bog Kammerat Napoleon, som er en beskrivelse af Den Russiske Revolution som fabel.
Fokusset på design og iscenesættelse løb næsten over gevind. Albummets forside er et billede af kraftværket Battersea Power Station med en stor lyserød gris svævende imellem skorstene. Dette blev typisk for gruppen naturligvis lavet som et live-billede med en rigtig ballon svævende over kraftværket. For at sikre sig mod uheld havde gruppen endda en riffelskytte som kunne skyde ballonen ned. Desværre udeblev skytten på optagelsesdagen, og ballonen rev sig løs og svævede rundt over London. Efter sigende skal en pilot have meldt til flykontrollen at han 'netop havde set en lyserød gris flyve forbi'. Flykontrollen skulle have beroliget ham med, at der 'faktisk fløj en gris rundt over London'. Den flyvende gris blev indlemmet i galleriet af ikoner for gruppen. Den 26. september 2011 blev den lyserøde gris igen pustet op og hængt op mellem skorstenene på Battersea Power Station i London. Det skete for at fejre lanceringen af "Why Pink Floyd"-kampagnen for de i 2011 genindspillede albums.
"Fravær, isolation, savn" både i gruppens forhold til omverdenen og – især Roger Waters tab af sin far, som blev dræbt under anden verdenskrig, blev kogt sammen til rockoperaen The Wall (1979) om musikeren "Pink Floyd", der totalt handlingslammet ser sit liv passere revy og gå i opløsning. Isolationen beskrives symbolsk med opbygningen af en mur imellem musikeren og publikum. The Wall blev et kolossalt epos om gruppen selv, deres opvækst og liv, hvor alle skeletterne på én gang kom ud af skabene i en kulmination med en fingeret retssag, hvor figurens nærmeste omgivelser 'dømmer' ham til fortabelse.
Projektet blev så stort, at man måtte hente hjælp udefra i form af produceren Bob Ezrin, som endda blev medkomponist på nummeret "The Trial". For første gang fik de politiske budskaber frit løb. Nummeret "Another Brick in the Wall" blev brugt af frihedsbevægelsen i Sydafrika som en slagsang imod regimets apartheid-politik. Selvom Waters er så dominerende på albummet lykkedes det David Gilmour at markere sig dels som sanger på store dele af albummet, men især med en fantastisk guitarsolo på nummeret "Comfortably Numb". Soloen er blevet kåret som én af de absolut bedste i rockhistorien.[kilde mangler]
Waters' higen efter total dominans i gruppen ledte uvægerligt til konfrontationer, hvilket under indspilningerne af The Wall kulminerede i, at Rich Wright blev presset ud af gruppen og til sidst fyret. Wright blev dog hyret som musiker til koncerterne efter udgivelsen af albummet, og ironisk nok blev han derved den eneste af gruppens medlemmer, som rent faktisk tjente penge på projektet.
Efter en nærmest mytisk og delvist fejlslagen turne med konceptet fra The Wall blev projektet viderebearbejdet af filminstruktøren Alan Parker til en musikfilm. Billedsiden er en sammenblanding af film og tegneserieklip, der mest tjener som illustration af musikken. Lydsiden er næsten identisk med albummet. Der blev tilføjet to numre "When the Tigers Broke Free" og "What Shall We Do Now?". Rollen som musikeren Pink spilles af forsangeren fra gruppen Boomtown Rats, Bob Geldof, som også er kendt som hovedmanden bag den stort anlagte velgørenhedsbegivenhed Live Aid og sangen "I Don't Like Mondays". Sangene "In the Flesh" og "Stop" synges i filmen af Bob Geldof. I dag er The Wall en af de bedst kendte og mest sælgende Pink Floyd-album.
The Final Cut (1983) bliver mere betragtet som et Roger Waters-soloprojekt end et egentligt Pink Floyd-album, hvilket den fulde titel fra albummets bagside også antyder: "The Final Cut – A requiem for the post-war dream by Roger Waters, performed by Pink Floyd: Roger Waters, David Gilmour, Nick Mason". Albummet er tilegnet Roger Waters' far Eric Fletcher Waters, som blev dræbt i slaget ved Anzio i Italien under anden verdenskrig. Tonen er om muligt endnu mere dyster end på The Wall. Kritikere har kaldt albummet resterne fra The Wall. Waters angreb også Storbritanniens deltagelse i Falklandskrigen og især premierminister Margaret Thatcher samt det politiske systems mangel på retfærdighed. Sortsynet kulminerede i en dommedagsprofeti med atomkrig i nummeret "Two Suns in the Sunset".

### Den David Gilmour-dominerede periode 1987–1995
Pink Floyd gik faktuelt i opløsning under og efter færdiggørelsen af The Final Cut. Medlemmerne kastede sig over soloprojekter. Gilmour udgav sit andet soloalbum About Face (marts 1984), og Waters sin meget roste The Pros and Cons of Hitch Hiking (maj 1984).
Waters annoncerede i december 1985, at han forlod Pink Floyd, og at han betragtede gruppen som opløst. Gilmour og Mason begyndte i 1986 at arbejde med endnu et album under navnet Pink Floyd. Dette ledte til en kontrovers imellem Waters på den ene side og Gilmour og Mason på den anden om rettighederne til navnet Pink Floyd og ikonerne i gruppens univers. Spørgsmålet blev afgjort i retten, ved at Gilmour og Mason vandt retten til navnet Pink Floyd, men Waters de finansielle rettigheder til blandt andet den flyvende gris og andre ikoner.
A Momentary Lapse of Reason (1987) blev bogstaveligt indspillet dør om dør med Roger Waters' Radio K.A.O.S.. Hvor The Final Cut i høj grad var Roger Waters' værk, blev A Momentary Lapse of Reason i lige så høj grad David Gilmours værk. Mason var kun involveret i begrænset omfang, og der måtte hentes hjælp udefra både til kompositionerne og til indspilning og produktion. Blandt andre Anthony Moore arbejdede på en stor del af lyrikken. Albummet forsøgte at holde de stolte traditioner med design i hævd. Forsidebilledet er således adskillige hundrede jernsenge opstillet på en strand i en solnedgang.
Pink Floyds The Division Bell (1994) var mere et gruppeprojekt end forgængeren. Temaerne var et sammenkog af de tidligere succesalbum, og der var meget lidt nyt under solen. Der var igen eksterne komponister på. Anthony Moore arbejde sammen med Rich Wright, og Polly Samson (senere gift med David Gilmour) bearbejdede en stor del af lyrikken.
The Division Bell var en stor kraftanstrengelse for gruppen, og efter en stor og meget succesfuld koncertturne med det største udstyrs- og lysshow, selv Pink Floyd havde kunnet præstere, blev Pink Floyd som gruppe lukket ned.

### Nyeste tid
Tyve år efter udgivelsen af The Division Bell udgav Pink Floyd albummet The Endless River den 10. november 2014. Materialet bestod af indspilninger fra optagelserne fra The Division Bell og er i hovedsagen instrumentalmusik.
Albummet var ifølge Amazon.com det mest forudbestilte album nogensinde, men modtog overvejende forbeholdne anmeldelser.

## Medlemmer
- Syd Barrett – lead- og rytmeguitar, vokal (1965–1968) (død 2006[15])
- David Gilmour – lead- og rytmeguitar, vokal, bas, keyboard, synthesiser (1967–nu)
- Roger Waters – bas, vokal, rytmeguitar, synthesisers (1965–1985, 2005 (gæst))
- Richard Wright – keyboard, klaver, orgel, synthesiser, vokal (1965-79, 1980-81 (session), 1986-87 (session), 1988-2008) (død 2008[16])
- Nick Mason – trommer, percussion (1965–nu)

## Diskografi
- The Piper at the Gates of Dawn (august 1967)
- Tonite Let's all make Love in London (1967)
- A Saucerful of Secrets (juni 1968)
- Music From the Film More (juli 1969)
- Ummagumma (1969) (dobbelt-lp, en optaget i studie og en live)
- Zabriskie Point (1970) (soundtrack; diverse kunstnere)
- Atom Heart Mother (1970)
- Relics (1971) (opsamling)
- Meddle (1971)
- Obscured by Clouds (1972)
- Dark Side of the Moon (1973)
- Masters of Rock (1973 eller 1974) (opsamling)
- A Nice Pair (1973) (opsamling)
- Wish You Were Here (1975)
- Animals (1977)
- The Wall (1979)
- A Collection of Great Dance Songs (1981) (opsamling)
- Works (1983) (opsamling)
- The Final Cut (1983)
- A Momentary Lapse of Reason (1987)
- Delicate Sound of Thunder (1988) (live, også udgivet på VHS)
- Shine On (1992) (opsamling, cd-bokssæt)
- The Division Bell (1994)
- London '66-'67 (1995)
- P-U-L-S-E (1995) (live, også udgivet på VHS)
- Is There Anybody Out There? The Wall Live 1980-81 (2000) (live)
- Echoes (2001) (best-of opsamling)
- Live at Pompeii: Directors Cut (2003) (Dvd med live optræden)
- Dark Side of the Moon (30 års jubilæums version) (2003)
- The Final Cut - Genudgivelse (2004)
- P-U-L-S-E dvd 10. juli 2006
- The Endless River (10. november 2014)

### Ikke-udgivet materiale
- Household Objects (1974) (aldrig helt færdiggjort)

### Film
- Pink Floyd Live at Pompeii
- The Wall (1979)
- Delicate Sound of Thunder (1988) (live, VHS)
- P-U-L-S-E (1995) (live, VHS)
- Live at Pompeii: Directors Cut (2003) (Dvd med live optræden)
- The making of Dark Side of the Moon
- P-U-L-S-E dvd 10. juli 2006

## Koncertturnéer
- Pink Floyd World Tour (1968)
- The Man and The Journey Tour (1969)
- Atom Heart Mother World Tour (1970–71)
- Meddle Tour (1971)
- Dark Side of the Moon Tour (1972–73)
- French Summer Tour (1974)
- British Winter Tour (1974)
- Wish You Were Here Tour (1975)
- In the Flesh Tour (1977)
- The Wall Tour (1980–81)
- A Momentary Lapse of Reason Tour (1987–89)
- The Division Bell Tour (1994)